# Skovmurmeldyr
Skovmurmeldyr (Marmota monax) er en art i slægten murmeldyr, som tilhører egernfamilien.